# Gilles Locatelli
Pour les articles homonymes, voir Locatelli.
Gilles Locatelli, né le 4 décembre 1943 à Reignier (Haute-Savoie) et mort le 21 février 2004 à Saint-Jean-d'Aulps (Haute-Savoie), est un coureur cycliste français, professionnel en 1968 et 1969.

## Palmarès
- 1967
  - 2e du Grand Prix du Faucigny
- 1968
  - Tour des Alpes de Provence
  - 3e de la course de côte de Chanteloup-les-Vignes
  - 3e du Trophée des grimpeurs
- 1969
  - Circuit du Morvan
- 1970
  - 3e du Grand Prix de Cours-la-Ville

## Résultats sur les grands tours

### Tour d'Italie
1 participation
- 1968 : 89e